# Menáhém Belló
Menáhém Belló (héberül: מנחם בלו; Tel-Aviv, 1947. december 26. –)  izraeli válogatott labdarúgó.

## Pályafutása

### Klubcsapatban
1963 és 1982 között a Makkabi Tel-Aviv játékosa volt. 498 mérkőzésen lépett pályára és 1 gólt szerzett.

### A válogatottban
1965 és 1975 között 57 alkalommal szerepelt az izraeli válogatottban. Részt vett az 1968. évi nyári olimpiai játékokon és az 1970-es világbajnokságon.

## Sikerei
Makkabi Tel-Aviv
- Izraeli bajnok (5): 1966–68, 1969–70, 1971–72, 1976–77, 1978–79
- Izraeli kupa (5): 1963–64, 1964–65, 1966–67, 1969–70, 1976–77
- Ázsiai klubbajnokság (2): 1969, 1971

## Külső hivatkozások
- Menáhém Belló – a FIFA adatbázisában
- Menáhém Belló adatlapja a National-Football-Teams.com oldalon (angolul)

- Menachem Bello. sports-reference.com. [2012. december 14-i dátummal az eredetiből archiválva]. (Hozzáférés: 2018. február 27.)